# スターリングハイツ (ミシガン州)
スターリングハイツ（英: Sterling Heights）は、アメリカ合衆国ミシガン州マコーム郡の都市。人口は13万4346人（2020年）で、ウォーレンに次いで郡内では第2位、デトロイトの郊外市としても第2位であり、州内では第4位である。

## 歴史
スターリングハイツは1968年に市制が布かれた。1950年代まではデトロイトで販売されるダイオウなど穀物を育てることが中心の農業地帯だった。1968年に市制が布かれる前はスターリング・タウンシップと呼ばれていた。1836年から1838年までジェファーソン・タウンシップと呼ばれたこともあった。
アンソニー・ドブリーがタウンシップ時代の最後の監督官であり、その後初代市政委員になった。ドブリーは市長を8年間務めた。市の北境界になっているドブリー道路はドブリーに因む命名である。ジェラルド・ドノバンが初代市長になった。ミシガン州アレナク郡には既にスターリングと名付けられた小さな村があったので、タウンシップの名前に「ハイツ」が付け加えられて、州法にある編入された自治体は同じ名前を持たないという規定を満たした。このとき「スターリングオークス」という名前も候補に挙がっていた。
調査会社モーガン・クイットノーによる2006年の犯罪率分析では、アメリカ合衆国の人口10万人から50万人未満の都市の中で、スターリングハイツは6番目に安全な都市にランクされた。

## 地理
アメリカ合衆国国勢調査局に拠れば、市域全面積は36.7平方マイル (95.1 km2)、このうち陸地は36.6平方マイル (94.9 km2)、水域は0.1平方マイル (0.1 km2)であり、水域率は0.14％である。
スターリングハイツはクリントン川の流域にあり、市内をその支流が流れている。

### フリーダムヒル
スターリングハイツ最大の見所はフリーダムヒル公園である。この大規模な複合施設には大きな草地があり、フリーマーケット、自動車ショーあるいは駐車場に使われることが多い。他にもフリーダムヒル円形競技場がある。この競技場はマコーム郡内で最大、かつ州内でもクラークストンにあるDTEエナジー音楽劇場についで第2位である。また公園内には国内でも最大級であるベセスダ教会がある。

### 主な道路
スターリングハイツには2つの大通りがある。

#### 州道
- ミシガン州道M-53号線は通常ヴァンダイク・アベニューあるいはヴァンダイク・イクスプレスウェイと呼ばれ、市内を南北に抜け、北のザ・サム地域（ミシガンのロウアー半島をミトンに見立てると親指にあたる地域）に繋がる
- ミシガン州道M-59号線は、市内北部を東西に結ぶ道路であり、マウントクレメンス市の直ぐ北から地上道路としてユーティカ市を抜け、自動車専用道路になってポンティアック市に至る。マコーム郡とオークランド郡の北部を繋ぐ主要連絡道になっている。 スターリングハイツ市内ではその道路沿いにレイクサイドモールなど小売・商業開発が行われている。

#### その他の主要道路
- マウンド道路は市内を南北に貫く重要な動脈である。
- 東西方向は主に複数のマイル道路があり、南のフォーティーンマイル道路はウォーレンとの市境になっている。北のトウェンティマイル道路は北の市境になっている。
- シックルティーンマイル道路（東側はメトロポリタン・パークウェイ、西側はビッグビーバー道路と呼ばれる）は主要大通りの一つである。
- ユーティカ道路は市内を南東から北西に対角線に横切る重要道路である。ドッジパーク道路の交差点（スターリングハイツ市役所の向かい、かつダッジパークの筋向い）にはマコーム郡初のロータリーがある。
- デキンドル道路はスターリングハイツ市とトロイ市との市境である。マコーム郡とオークランド郡の郡境でもある。

## 人口動態
以下は2007年の推計データである。
| 基礎データ - 人口: 124,471人 - 世帯数: 46,319世帯 - 家族数: 33,395家族 - 人口密度: 1,311.6人/km2（3,397.0人/mi2） - 住居数: 47,547軒 - 住居密度: 501.0軒/km2（1,297.6/mi2） 人種別人口構成 - 白人: 90.70% - アフリカン・アメリカン: 1.30% - ネイティブ・アメリカン: 0.21% - アジア人:4.92% - 太平洋諸島系: 0.04% - その他の人種: 0.34% - 混血: 2.50% - ヒスパニック・ラテン系: 1.34% - 出身民族別 - ポーランド系：19.0% - ドイツ系：14.4% - イタリア系：12.5% - アイルランド系：5.7% - イングランド系：5.0% - アッシリア、カルデア系：4.8% - アメリカ人：4.0% 年齢別人口構成 - 18歳未満: 24.1% - 18-24歳: 8.5% - 25-44歳: 30.4% - 45-64歳: 25.2% - 65歳以上: 11.8% - 年齢の中央値: 37歳 - 性比（女性100人あたり男性の人口） - 総人口: 96.0 - 18歳以上: 92.6 | 世帯と家族（対世帯数） - 18歳未満の子供がいる: 32.9% - 結婚・同居している夫婦: 60.4% - 未婚・離婚・死別女性が世帯主: 8.5% - 非家族世帯: 27.9% - 単身世帯: 24.1% - 65歳以上の老人1人暮らし: 8.5% - 平均構成人数 - 世帯: 2.66人 - 家族: 3.21人 収入と家計 - 収入の中央値 - 世帯: 60,494米ドル - 家族: 70,140米ドル - 性別 - 男性: 51,207米ドル - 女性: 31,489米ドル - 人口1人あたり収入: 24,958米ドル - 貧困線以下 - 対人口: 5.2% - 対家族数: 4.0% - 18歳以下:66% - 65歳以上: 7.5% |

2000年の市民を出身国別に見るとイラク生まれの者がどの国よりも多く、5,059人だった。その次にインド生まれの1,723人、イタリア生まれの1,442人、ポーランド生まれの1,427人と続いた。

## 政治
2009年に初めての市長予備選挙が行われた。デビッド・マグリウロとテレサ・ビルが現職のリチャード・J・ノットに対抗して出馬する意思を示した。結果はノットがもう1期務めることになった。

## 行事
スターリングハイツは次のような行事を開催することで有名である。
- メモリアルデイ（戦没将兵追悼記念日、5月の最終月曜日）に開催されるパレード
- スターリングフェスト：8月の第1週に開催される大きな行事、中心街に近い大きな公園であるダッジ公園で開催される、屋台や遊園地式の乗り物で賑わう、地元や全国的なアーティストおよびグループによる公演もある。
- アメリカのポーランド人フェスティバル：市内や周辺のトロイおよびウォーレンにはポーランド系市民が多いので大きな人出になることが多い、主にポーランド系バンドの公演がある。

## 教育
スターリングハイツの公共教育はユーティカ・コミュニティとウォーレン統合の2つの教育学区が管轄している。キリスト教系のパークウェイ・クリスチャン・アカデミーも市内にある。またマコーム中間教育学区も一部関わっている。

## メディア
市内で発刊される新聞はスターリングハイツ・セントリーとスターリングハイツ・ソースの2紙である。テレビの地元局も2つあり、SHTVは市の地域社会関係部が運営し、地元で制作した番組の地域のお知らせを流している。もう一つはスターリングハイツ公共図書館が使い、教育番組や図書館で起こっていることを流している。2つのテレビはケーブルテレビのコムキャストなどで見ることができる。スターリングハイツ市は季刊の雑誌やカレンダーを発行し、各世帯や企業に無料で配布している。

## 著名な住人
- エミネム、ラッパー、2000年に短期間市内に居住した
- キース・ルート、アメリカ・モーターサイクリスト協会のアマチュア・サイドカー全国チャンピオンに14回なった、市内に居住
- デリアン・ハッチャー、元NHL選手、ミネソタ・ノーススターズ/ダラス・スターズ、デトロイト・レッドウィングスおよびフィラデルフィア・フライヤーズでプレイ
- ショーン・チェンバース、元NHL選手、ミネソタ・ノーススターズ、ワシントン・キャピタルズ、タンパベイ・ライトニング、ニュージャージー・デビルスおよびダラス・スターズでプレイ、市内生まれ
- ブラッド・ジョーンズ、元NHL選手、ウィニペグ・ジェッツ、ロサンゼルス・キングスおよびフィラデルフィア・フライヤーズでプレイ、市内生まれ
- マリオ・インペンバ、現在フォックス放送デトロイトでデトロイト・タイガースのアナウンサー、市内生まれ
- ボブ・シーガー、ロック歌手、市内在住
- カリン・ルーカス、バスケットボール選手、ミシガンステイト・スパルタンズでプレイ、市内生まれ
- クレイグ・クレンゼル、NFL選手、元はオハイオ州立大学でプレイし2003年のチャンピオン、シカゴ・ベアーズとシンシナティ・ベンガルズでプレイ、市内生まれ
- ジェフ・フランケンシュタイン、クリスチャンポップとロックのバンド「ニューズボーイズ」のキーボード奏者